# Psychotria roseocrema
Psychotria roseocrema är en måreväxtart som först beskrevs av John Duncan Dwyer, och fick sitt nu gällande namn av Charlotte M. Taylor. Psychotria roseocrema ingår i släktet Psychotria och familjen måreväxter. Inga underarter finns listade i Catalogue of Life.